# Alvorada do Sul
Alvorada do Sul ist ein brasilianisches Munizip im Bundesstaat Paraná. Es hat 10.326 Einwohner (2022), die sich Alvoradenser-do-Sul nennen. Seine Fläche beträgt 424 km². Es liegt 359 Meter über dem Meeresspiegel. Alvorada do Sul ist Teil der Metropolregion Londrina.

## Etymologie
Der Name stammt von der Fazenda Alvorada, auf der die Siedlung entstand. Der Zusatz do Sul soll den Ort von anderen Orten in Brasilien mit dem Namen Alvorada (deutsch: Morgenröte) unterscheiden.

## Geschichte

### Besiedlung
Die Rodung, Erkundung und Besiedlung fast des gesamten Gebietes im Norden von Paraná erfolgte durch mehrere Immobiliengesellschaften, die nach dem Erwerb eines bestimmten Stücks Land dieses vermaßen und in städtische und landwirtschaftliche Grundstücke aufteilten, wobei letztere vor allem für Kaffeeplantagen bestimmt waren. Auf diese Weise entstand auch die Stadt Alvorada do Sul im damaligen Gebiet des Munizips Porecatu.
Die Firma Lima, Nogueira, Comercial e Exportadora mit Sitz in Santos im Bundesstaat São Paulo erwarb in der Region ein großes Grundstück mit der Fazenda Alvorada. Sie entwickelte eine Stadtplanung und legte die für die Siedlung. Der Rest des Gemeindegebiets wurde abgemarkt und es entstanden kleine Bauernhöfe, die sich in Kaffeeplantagen und Getreidekulturen verwandelten. Die ersten Siedler stammten alle aus dem Bundesstaat São Paulo.

### Erhebung zum Munizip
Alvorada do Sul wurde durch das Staatsgesetz Nr. 790 vom 14. November 1951 aus Porecatu ausgegliedert und in den Rang eines Munizips erhoben.

## Geografie

### Fläche und Lage
Alvorada do Sul liegt auf dem Terceiro Planalto Paranaense (der Dritten oder Guarapuava-Hochebene von Paraná) auf 22° 46′ 48″ südlicher Breite und 51° 13′ 51″ westlicher Länge. Seine Fläche beträgt 424 km². Es liegt auf einer Höhe von 359 Metern.

### Vegetation
Das Biom von Alvorada do Sul ist Mata Atlântica.

### Klima
In Alvorada do Sul herrscht tropisches Klima. In Alvorada do Sul ist mit starken Niederschläge zu rechnen. Auf das Gesamtklima im Jahr haben die kurze Trockenzeit nur wenig Einfluss. Die Klimaklassifikation nach Köppen und Geiger lautet Am. Im Jahresdurchschnitt liegt die Temperatur bei 22,7 °C. Innerhalb eines Jahres gibt es 1404 mm Niederschlag.

### Gewässer
Alvorada do Sul ist an drei Seiten vom Capivara-Stausee umgeben: im Westen der aufgestaute Ribeirao Vermelho, im Norden der Paranapanema und im Osten eine langgezogene überflutete Talsenke.

### Straßen
Alvorada do Sul ist über die PR-090 mit Presidente Prudente im Staat São Paulo und im Süden mit Bela Vista do Paraíso verbunden. Bei der PR-90 handelt es sich um die Estrada do Cerne, die 1940 fertiggestellt wurde und bis zum Bau der Rodovia do Café Anfang der 1960er Jahre die einzige Straßenverbindung von Nordparaná zum Ausfuhrhafen Paranaguá darstellte.

### Nachbarmunizipien
|          | Iepê                                        |                  |
| Porecatu | Kompassrose, die auf Nachbargemeinden zeigt | Primeiro de Maio |
|          | Bela Vista do Paraíso                       |                  |

## Stadtverwaltung
Bürgermeister: Marcos Antonio Voltarelli, PSD (2021–2024)

## Demografie

### Bevölkerungsentwicklung
| Jahr | Einwohner | Stadt | Land |
| ---- | --------- | ----- | ---- |
| 1960 | 12.803    | 10 %  | 90 % |
| 1970 | 19.209    | 17 %  | 83 % |
| 1980 | 12.567    | 42 %  | 58 % |
| 1991 | 9.685     | 61 %  | 39 % |
| 2000 | 9.253     | 76 %  | 24 % |
| 2010 | 10.283    | 71 %  | 29 % |
| 2022 | 10.326    |       |      |

Quelle: IBGE (2011) und Volkszählung 2022

### Ethnische Zusammensetzung
| Gruppe *    | 1991    | 2000    | 2010    | wer sich als …                                                                   |
| ----------- | ------- | ------- | ------- | -------------------------------------------------------------------------------- |
| Weiße       | 67,9 %  | 68,9 %  | 59,5 %  | weiß bezeichnet                                                                  |
| Schwarze    | 3,9 %   | 2,8 %   | 2,6 %   | schwarz bezeichnet                                                               |
| Gelbe       | 0,5 %   | 0,4 %   | 0,7 %   | von fernöstlicher Herkunft wie japanisch, chinesisch, koreanisch etc. bezeichnet |
| Braune      | 27,6 %  | 27,3 %  | 37,2 %  | braun oder als Mischung aus mehreren Gruppen bezeichnet                          |
| Indigene    | 0,0 %   | 0,1 %   | 0,0 %   | Ureinwohner oder Indio bezeichnet                                                |
| ohne Angabe | 0,0 %   | 0,6 %   | 0,0 %   |                                                                                  |
| Gesamt      | 100,0 % | 100,0 % | 100,0 % |                                                                                  |

*) Das IBGE verwendet für Volkszählungen ausschließlich diese fünf Gruppen. Es verzichtet bewusst auf Erläuterungen. Die Zugehörigkeit wird vom Einwohner selbst festgelegt.
Quelle: IBGE (Stand: 1991, 2000 und 2010)